# 神島 (笠岡市)

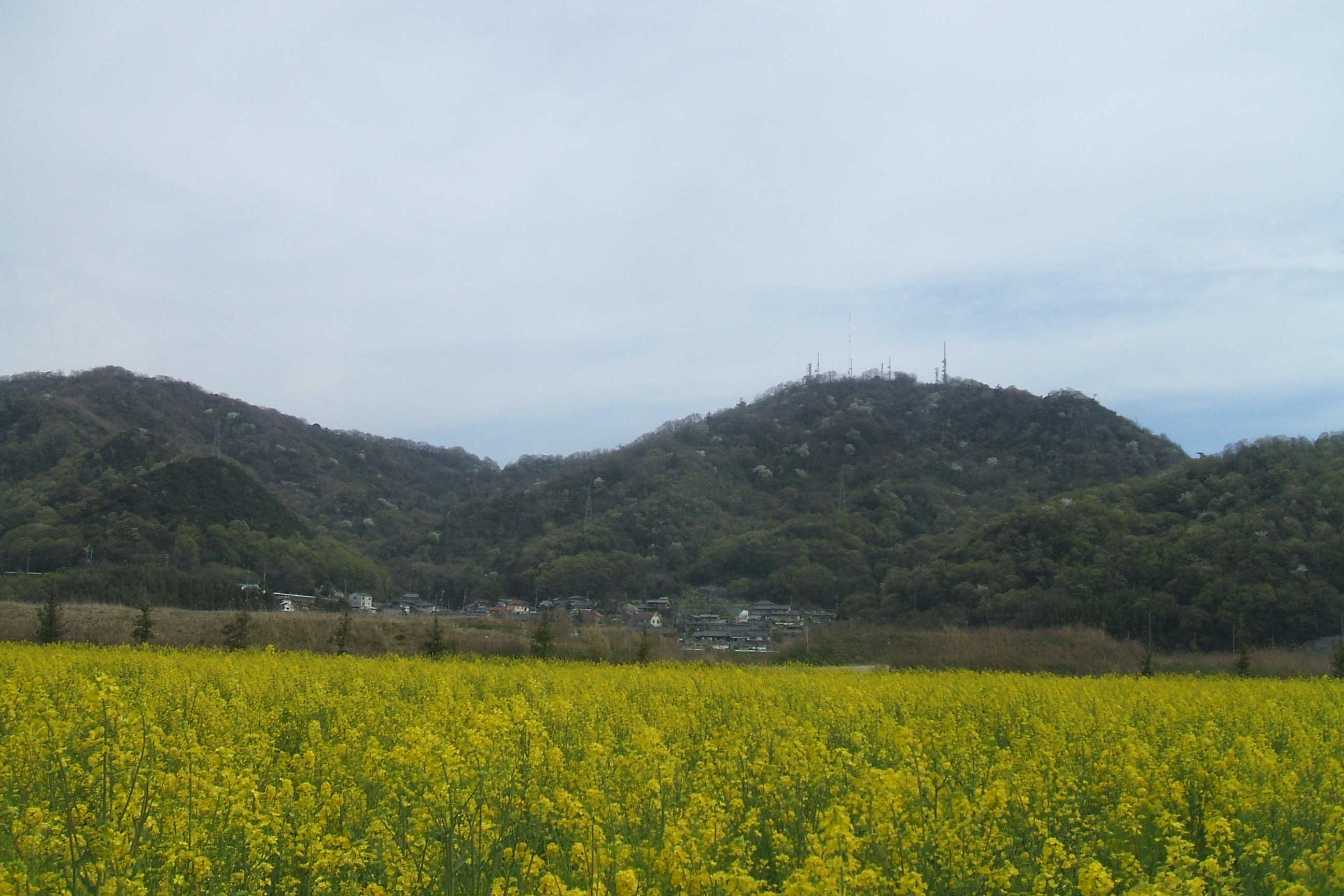
笠岡湾干拓地から見た神島地区

神島（こうのしま）は、岡山県笠岡市にある地域（広域地名）の一つである。同市にある大字のうち「神島」および隣接する「神島外浦」を合わせた総称で、かつて「神島」という名の島であった場所である。なお、島嶼時代に神島の属島であった片島（かたしま）と木之子島（きのこじま）等も当地域に含まれる。
郵便番号は神島が〒714-0044（笠岡郵便局管区）、神島外浦が714-0034（笠岡郵便局管区）。

## 地理
かつては笠岡諸島に属していた島であったが、1966年（昭和41年）12月に始まった「国営笠岡湾干拓建設事業」により、近隣の片島とともに締め切り堤防と干拓地で本州本土と陸続きとなった。したがって現在の地形は半島であるが、地名および地域名としての「神島」は存続し、北側（前述の片島を含む）の「神島」（内浦）と南側の「神島外浦」（外浦）の大字からなる。
神島の東側には笠岡港への「神島水道」と呼ばれる水路があり、1970年（昭和45年）にその水路を跨ぐ「神島大橋」（延長170メートル、岡山県道195号神島外港線）が開通し、陸路の整備が行われた。なお、この県道は、陸続きになるまで岡山県において唯一、離島にあるものであった。また陸続きになった現在も、神島大橋は神島地域と笠岡市街を結ぶ最短路である。
干拓事業により陸続きとなった島内には、国道2号のバイパス道路「笠岡バイパス」が建設されている。また、「神島四国八十八箇所霊場」と呼ばれる四国八十八箇所を模した巡礼路（ミニ霊場）がある。この巡礼路は全長は約29キロメートルで江戸時代にはあったという。

## 歴史
1899年（明治32年）6月1日の町村制施行では、神島内浦（笠岡側）を中心とした地域は小田郡神島内村が、また神島外浦（島嶼部側）を中心とした地域は神島外村が置かれた。神島内村は小田郡の入江新田、神島内浦、横島各村が統合して発足したものであり、神島と本州本土を跨ぐ形の村域であった。以来1953年（昭和28年）10月1日に笠岡市に編入合併されるまで、半世紀以上も合併せず単独で存続していた。また神島外村は1952年（昭和27年）7月1日に神島外町へ移行し、1955年（昭和30年）4月1日、笠岡諸島の町村と共に笠岡市に編入された。

## 交通

### 道路
- 岡山県道195号神島外港線 （神島外浦 - 神島）
- 岡山県道433号青島新開神島外港線 （神島 - 神島外浦）

### 港湾
- 神島外港 （神島外浦）